# 吴斌 (击剑运动员)
吴斌（1998年5月28日—），上海虹口人，中国男子击剑运动员，2023年世界击剑锦标赛男子花剑团体银牌得主、2022年亚洲运动会男子花剑团体银牌得主、2024年亚洲击剑锦标赛男子花剑团体金牌得主。